# Xorrigo
Das Fauna-Flora-Habitat-Gebiet Xorrigo liegt im Westen der Balearen-Insel Mallorca, etwa 12 km östlich von Palma de Mallorca. Das etwa 880 Hektar große Schutzgebiet umfasst einen von Oliven- und Johannisbrotbäumen dominierten Waldbestand.

## Schutzzweck
Folgende Lebensraumtypen nach Anhang I der FFH-Richtlinie sind für das Gebiet gemeldet:
| EU Code | * | Lebensraumtyp (offizielle Bezeichnung) | Fläche [ha] |
| ------- | - | -------------------------------------- | ----------- |
| 9320    |   | Wälder mit Olea und Ceratonia          | 886,06      |

### Arteninventar
Folgende Arten von gemeinschaftlichem Interesse sind für das Gebiet gemeldet:
| Bild                        | EU Code | * | Art                         | wissenschaftlicher Name | Artengruppe |
| --------------------------- | ------- | - | --------------------------- | ----------------------- | ----------- |
|                             | 1088    |   | Großer Eichenbock           | Cerambyx cerdo          | Käfer       |
|                             | 1310    |   | Langflügelfledermaus        | Miniopterus schreibersi | Säugetiere  |
|                             | 1316    |   | Langfußfledermaus           | Myotis capaccinii       | Säugetiere  |
| Großes Mausohr              | 1324    |   | Großes Mausohr              | Myotis myotis           | Säugetiere  |
| Griechische Landschildkröte | 1217    |   | Griechische Landschildkröte | Testudo hermanni        | Reptilien   |